# Affaire Anaïs Guillaume
L’affaire Anaïs Guillaume est une affaire judiciaire datant d'avril 2013 concernant Anaïs Guillaume, assassinée par Philippe Gillet.

## Résumé
Anaïs Guillaume 21 ans, disparaît  à Fromy dans la nuit du 16 au 17 avril 2013. Six ans plus tard, sa dépouille est retrouvée dans un terrain appartenant à Philippe Gillet, son ancien amant et principal suspect du meurtre.

## Description
En septembre 2011, Anaïs Guillaume rencontre Philippe Gillet, un homme de 38 ans marié et père de famille, qui gère l'exploitation familiale à Fromy, dans les Ardennes. Philippe apprécie l'implication d'Anaïs dans les tâches quotidiennes de la ferme. Il devient rapidement l'amant secret de la jeune Ardennaise. Cela se déroule à l'insu de Céline Gillet, la femme de Philippe, qui travaille également sur l'exploitation. Quatre mois plus tard, l'épouse trompée est victime d'un curieux accident et décède écrasée par une vache dans la salle de traite de la ferme.
Au fil des semaines, le couple affiche progressivement son idylle au grand jour, suscitant des réactions mitigées.
Cependant, la relation devient tumultueuse, et le 8 juin 2012, une violente dispute éclate. « Notre fille a reçu des coups, elle était amochée », témoignent Valérie et Fabrice, les parents d'Anaïs, au quotidien L'Ardennais. Ils portent plainte à la gendarmerie le lendemain. Le certificat médical mentionne trois jours d'interruption temporaire de travail. Philippe Gillet nie avoir levé la main sur sa compagne et évoque une chute. L'affaire est classée sans suite.
En 2013, la jeune femme tombe enceinte de l’agriculteur mais décide de ne pas garder l’enfant. Anaïs souhaite quitter Philippe Gillet. Elle a rencontré un garçon de son âge.
Dans la nuit du 16 au 17 avril 2013, Anaïs Guillaume disparaît subitement. Ce soir-là, elle se rend chez des amis et Philippe Gillet les rejoint. Vers minuit, les deux rentrent au domicile de l’agriculteur. Selon la version de Philippe Gillet, ils se couchent ensemble, ils ont un rapport sexuel, et à son réveil vers 4h30 du matin, Anaïs a disparu. Il lui envoie alors deux SMS restés sans réponse.
Le 21 avril suivant, la voiture d'Anaïs Guillaume est découverte incendiée dans la forêt de Chameleux, en Belgique, à une dizaine de kilomètres de la ferme. Cela entraîne l'ouverture d'une enquête par le parquet pour "disparition inquiétante".
À la fin 2013, un informateur anonyme rapporte aux enquêteurs qu'une belle-sœur de Philippe aurait entendu ce dernier déclarer, un sourire aux lèvres : « Les gendarmes ne retrouveront jamais le corps. » Ces déclarations accablantes ne constituent cependant pas des preuves tangibles contre l'ancien amant. En 2015, le dossier est transféré au pôle d’instruction de Reims, qui décide de reprendre intégralement l'enquête.
Au cours des investigations, la section de recherches fait une découverte significative : le 16 avril 2013, jour de la disparition d’Anaïs, Philippe Gillet a acheté 50 kg de chaux.
Enfin, le soir de la disparition, la carte SIM du téléphone de la jeune fille est utilisée sur un téléphone appartenant à Philippe Gillet pour envoyer des SMS à celui d'Anaïs. Les enquêteurs en déduisent que l’amant « a tenté de recréer artificiellement une discussion entre lui et Anaïs Guillaume en manipulant des téléphones portables », lui permettant ainsi de « se constituer un alibi ».
Basé sur ces éléments, Philippe Gillet est inculpé pour le meurtre d’Anaïs Guillaume et placé en détention le 14 janvier 2016. L'enquête sur le suspect se poursuit, notamment en raison d'une lettre présumée écrite par Anaïs remettant en question la thèse accidentelle du décès de Céline Gillet trois ans auparavant.
Jugé en avril 2019 devant la cour d’assises des Ardennes, Philippe Gillet est condamné à 22 ans de réclusion criminelle mais il est acquitté du meurtre de son épouse. Le lendemain, la peine prononcée contre le fermier est jugée illégale. Les délibérations des jurés n'ont pas abouti à une majorité des voix, entraînant ainsi l'annulation de la sentence. Le procès doit donc être repris.
Une nouvelle tournure s'ajoute à cette affaire déjà complexe. Fin octobre, une lettre anonyme parvient au bureau du juge d’instruction et à celui de maître Ghislain Fay, l'avocat de Philippe Gillet. Selon la missive, Anaïs Guillaume aurait été enlevée et retenue en Belgique jusqu'en avril 2016, période pendant laquelle Philippe Gillet était en détention. Elle aurait ensuite été assassinée et enterrée sur un terrain appartenant à Philippe Gillet, dans le but de le faire accuser. Le mystérieux corbeau demande alors au juge d'« arrêter les vrais coupables ».
Victoria Gillet, la fille aînée de l’agriculteur, prend l'initiative d'effectuer des recherches pour disculper son père. Avec le soutien de proches, elle loue un tractopelle et localise des ossements à l'endroit mentionné dans la lettre anonyme. Les enquêteurs achèvent l'exhumation du corps, confirmant qu'il s'agit bien de celui d'Anaïs Guillaume. Sa fille avoue devant les gendarmes avoir écrit et envoyé, sur les instructions de son père, la lettre anonyme qui a conduit à la découverte du corps d’Anaïs Guillaume.
Renvoyé devant les assises de Reims en avril 2021, Philippe Gillet est condamné à 30 ans de prison pour l’assassinat d'Anaïs Guillaume mais acquitté du meurtre de son épouse.

## Documentaires télévisés et radiophoniques
- Intégrale L’Affaire Philippe Gillet / Anaïs Guillaume - Au bout de l'enquête[5]
- L’Affaire Anaïs Guillaume, un podcast de Chroniques criminelles, raconté par Jacques Pradel,TFX[6].